# Grüne Forsythie
Die Grüne Forsythie (Forsythia viridissima) ist ein gelb blühender Strauch aus der Familie der Ölbaumgewächse (Oleaceae). Das natürliche Verbreitungsgebiet der Art liegt in der gemäßigten Zone von China. Sie wird häufig als Zierstrauch verwendet. 

## Beschreibung
Die Grüne Forsythie wächst als aufrechter Strauch und erreicht Wuchshöhen von bis zu 3 Metern. Die Zweige sind kahl, steif, vierkantig und olivgrün bis gelbgrün. Das Mark der Äste ist gekammert. Die Laubblätter sind in Blattstiel und Blattspreite gegliedert. Der Blattstiel ist 6 bis 12 Millimeter lang und kahl. Die einfache Blattspreite ist dunkelgrün, 3,5 bis 15 Zentimeter lang, 1 bis 4 Zentimeter breit, länglich elliptisch, lanzettlich oder lang verkehrt-eiförmig elliptisch, spitz mit keilförmiger Basis und durchgehend oder teilweise gesägtem Blattrand.
Die Blüten stehen einzeln, zu zweit oder dritt, selten zu vieren in den Blattachseln an 3 bis 7 Millimeter langen Stielen. Der Blütenkelch ist 2,5 Zentimeter lang und hat 2 bis 4 Millimeter lange, breit eiförmige oder ovale, bewimperte Kelchzipfel. Die Blütenkrone ist außen sattgelb und zeigt innen gelborange Streifen. Die Kronröhre wird 5 bis 6 Millimeter lang, die schmal länglichen Kronzipfel 0,6 bis 1,8 Zentimeter. Der Stempel ist in Blüten mit 3,5 bis 5 Millimeter langen Staubblättern 5,5 bis 7 Millimeter lang, in Blüten mit 6 bis 7 Millimeter langen Staubblättern etwa 3 Millimeter lang. Die Kapselfrucht ist 1 bis 1,5 Zentimeter lang und 6 bis 10 Millimeter breit, eiförmig und mit Korkporen besetzt. 
Die Grüne Forsythie blüht von März bis April, die Früchte reifen von August bis November.
Die Chromosomenzahl beträgt 2n = 28.

## Vorkommen
Das natürliche Verbreitungsgebiet liegt in der gemäßigten Zone in den chinesischen Provinzen Anhui, Fujian, Hubei, Hunan, Jiangsu, Jiangxi, im Nordwesten von Yunnan und in Zhejiang und auf der Koreanischen Halbinsel. Sie wächst in Steppen und Trockenwäldern auf frischen, schwach sauren bis schwach alkalischen, sandig-lehmigen bis lehmigen, mäßig nährstoffreichen Böden an sonnig-heißen Standorten. Die Art ist frostempfindlich.

## Systematik
Die Grüne Forsythie (Forsythia viridissima) ist eine Art aus der Gattung der Forsythien (Forsythia) in der Familie der Ölbaumgewächse (Oleaceae). Dort wird sie dem Tribus Forsythieae zugeordnet. John Lindley hat die Art 1846 erstbeschrieben. Der Gattungsname Forsythia erinnert an den englischen Botaniker William Forsyth, das Artepitheton viridissima kommt aus dem Lateinischen, bedeutet „tiefgrün“ und verweist damit auf die bis ins zweite Jahr grün bleibenden Zweige.

## Verwendung
Die Grüne Forsythie wird häufig aufgrund der dekorativen Blüten als Zierstrauch verwendet. Sie wird in ganz China in der gemäßigten Zone kultiviert.

## Nachweise